# Tour du Haut-Var 1996
Il Tour du Haut-Var 1996, ventottesima edizione della corsa e valida come evento del circuito UCI categoria 1.2, si svolse il 24 febbraio 1996, su un percorso di circa 199 km. Fu vinto dallo svizzero Bruno Boscardin che terminò la gara con il tempo di 4h59'28", alla media di 39,871 km/h.
Al traguardo 79 ciclisti portarono a termine il percorso.

## Ordine d'arrivo (Top 10)
| Pos. | Corridore           | Squadra        | Tempo    |
| ---- | ------------------- | -------------- | -------- |
| 1    | Bruno Boscardin     | Festina        | 4h59'28" |
| 2    | Léon van Bon        | Rabobank       | s.t.     |
| 3    | Tristan Hoffman     | TVM            | s.t.     |
| 4    | Christophe Capelle  | Force Sud      | s.t.     |
| 5    | Johan Museeuw       | Mapei          | s.t.     |
| 6    | Laurent Jalabert    | Once           | s.t.     |
| 7    | Gianluca Pianegonda | Polti          | s.t.     |
| 8    | Andrej Čmil         | Lotto          | s.t.     |
| 9    | Mario Aerts         | Vlaanderen2002 | s.t.     |
| 10   | Jan Ullrich         | Deut. Telekom  | s.t.     |